# 潘一山
潘一山（1964年5月—），汉族，辽宁东港人，1986年11月加入中国共产党，清华大学力学博士，辽宁大学党委书记、教授、博士生导师，中国工程院院士。

## 简介
1984年取得阜新矿业学院（现辽宁工程技术大学）矿山工程力学专业学士学位；1986年取得阜新矿业学院采矿工程专业硕士学位。1999年取得清华大学固体力学博士学位。
潘一山是中国地震局地质研究所博士后，美国密西根大学高级访问学者。2008年6月任辽宁工程技术大学校长。2013年6月任辽宁工程技术大学党委书记。2015年6月，任辽宁大学校长、党委副书记。2022年8月，卸任辽宁大学校长职务，继续担任辽宁大学党委副书记。2022年11月，接任辽宁大学党委书记。

## 所获荣誉
中国工程院院士、国家级人才项目领军人才、“新世纪百千万人才工程”国家级人选、“兴辽英才计划”杰出人才。

## 研究方向
煤矿冲击地压、瓦斯突出、煤层气开采。 

## 轶事
2022年8月，辽宁大学引进北京大学经济学教授余淼杰。得知这一消息后，潘一山主动向中共辽宁省委组织部提出，将辽宁大学校长一职让位给余淼杰。3个月后，潘一山接任辽宁大学党委书记。